# Војћех Живни
Војћех Живни (пољ. Wojciech Żywny; 13. маја 1756 — 21. фебруара 1842) био је пољски пијанист и виолинист. Познат је по томе што је био први професионални учитељ Фредерика Шопена.
Био је Шопенов учитељ 1816—1822, док га Шопен није музикално превазишао. Шопен је касније увек са поштовањем говорио о Живном.